# Colonia Ana
Colonia Ana es una localidad argentina ubicada en el departamento San Cristóbal de la provincia de Santa Fe. Se encuentra 17 km al sur de Ceres.
En 2012 la comuna inauguró la Fiesta Provincial de la Peña Folklórica.

## Población
Cuenta con 307 habitantes (Indec, 2010), lo que representa un descenso frente a los 350 habitantes (Indec, 2001) del censo anterior.
| Gráfica de evolución demográfica de Colonia Ana entre 1991 y 2010 |
|                                                                   |
| Fuente: Censos nacionales del INDEC                               |